# 艾利臣·卡路士·度斯·山度士·施華
艾利臣·卡路士·度斯·山度士·施華（Erison Carlos dos Santos Silva，1980年5月22日—）巴西中場，效力K聯賽球會釜山I'Park。